# Испания на зимних Олимпийских играх 1984
Испания принимала участие в зимних Олимпийских играх 1984 года в Сараево (Югославия) в одиннадцатый раз за свою историю, но не завоевала ни одной медали.

## Состав сборной
Сборную страны представляли 12 спортсменов: 10 мужчин и 2 женщины; они соревновались в 4 видах спорта:
- биатлон
- горнолыжный спорт
- лыжные гонки
- прыжки на лыжах с трамплина.

Самой младшей участницей сборной была 17-летняя горнолыжница Долорес Фернандес Очоа, самым старшим — 28-летний биатлонист Мануэль Гарсиа.
Семья Фернандес Очоа была представлена тремя спортсменами: Долорес, Бланка и Луис, все — горнолыжники.

## Результаты

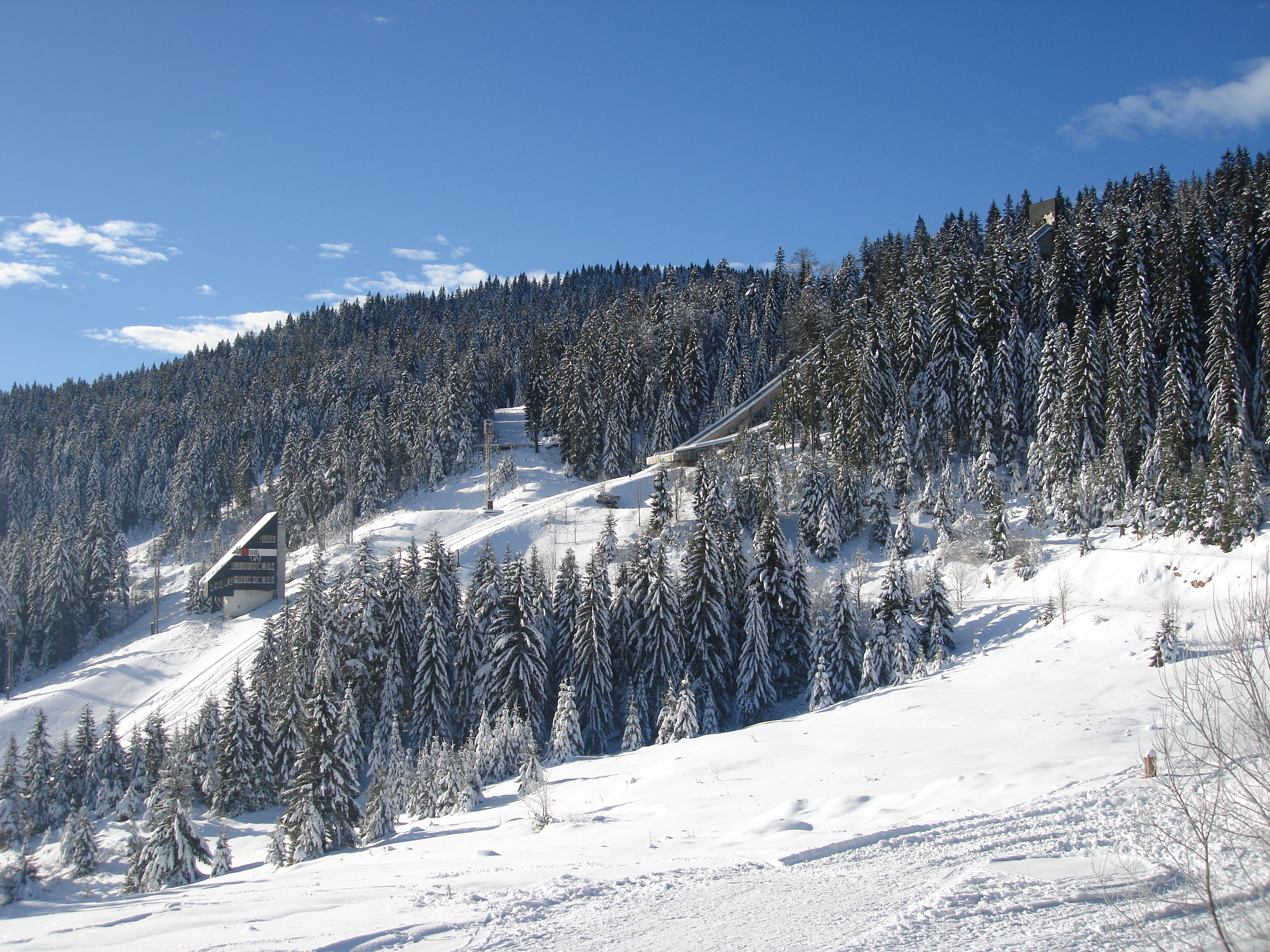
На склонах горы Игман проходили олимпийские соревнования по лыжным видам спорта и биатлону.

Наилучшим результатом сборной стало 6 место Бланки Фернандес Очоа в гигантском слаломе.

### Биатлон
Соревнования проходили с 11 по 17 февраля. Биатлонная сборная Испании дебютировала на Олимпийских играх в 1984 году.
Индивидуальная гонка на 10 км (спринт) — мужчины
| Спортсмен               | Промахи | Время   | Результат |
| ----------------------- | ------- | ------- | --------- |
| Мануэль Гарсиа Балиньяс | 6       | 40:16.6 | 56        |
| Сесилио Фернандес Градо | 2       | 39:27.5 | 55        |

Индивидуальная гонка на 20 км — мужчины
| Спортсмен               | Время     | Штрафы | Поправленное время | Результат |
| ----------------------- | --------- | ------ | ------------------ | --------- |
| Сесилио Фернандес Градо | 1’25:42.0 | 9      | 1’34:42.0          | 57        |
| Мануэль Гарсиа Балиньяс | 1’24:12.4 | 10     | 1’34:12.4          | 56        |

### Прыжки с трамплина
Соревнования по прыжкам с трамплина проводились на горе Игман близ Илиджи; только среди мужчин.
| Спортсмен                     | Соревнование        | 1 прыжок  | 1 прыжок | 2 прыжок  | 2 прыжок | Результат | Результат |
| Спортсмен                     | Соревнование        | Дистанция | Очки     | Дистанция | Очки     | Очки      | Место     |
| ----------------------------- | ------------------- | --------- | -------- | --------- | -------- | --------- | --------- |
| Анхель Ханике Тамбурини       | Нормальный трамплин | 64.5      | 58.2     | 67.5      | 63.5     | 121.7     | 58        |
| Хосе Игнасио Ривера Маринелло | Нормальный трамплин | 72.5      | 71.5     | 70.0      | 70.0     | 141.5     | 54        |
| Бернат Сола                   | Нормальный трамплин | 71.0      | 72.1     | 65.5      | 60.8     | 132.9     | 56        |
| Бернат Сола                   | Большой трамплин    | 74.0      | 47.3     | 77.0      | 52.0     | 99.3      | 50        |
| Хосе Игнасио Ривера Маринелло | Большой трамплин    | 84.0      | 63.3     | 76.0      | 50.6     | 113.9     | 48        |

### Фигурное катание
Женщины — одиночное катание
Испанская фигуристка Марта Сьерко Викейра снялась с соревнований до их начала.